# Digitale Welt

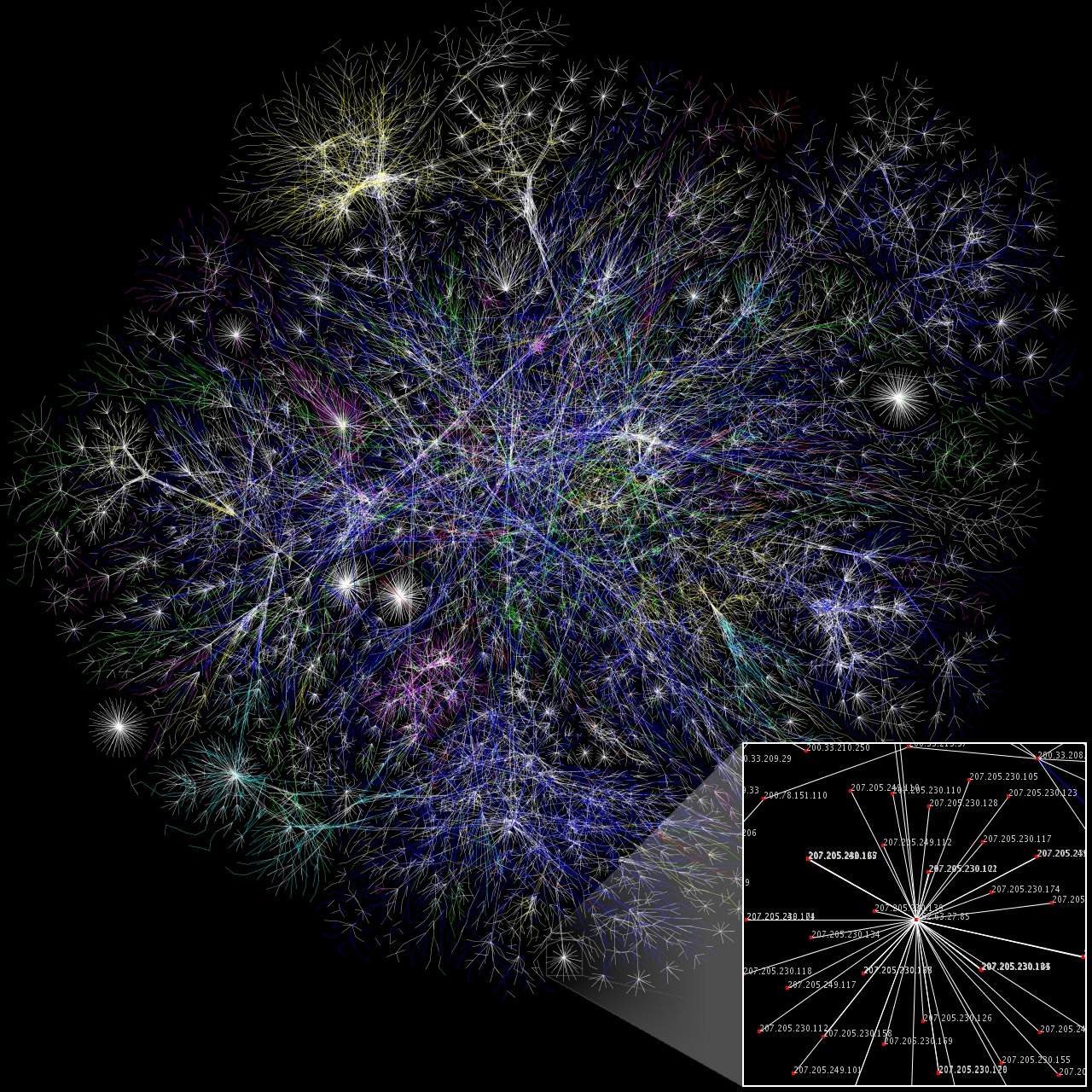
Teil einer „Karte“ des Internets; Jede Linie verbindet zwei Knotenpunkte, die IP-Adressen repräsentieren (2005).

Digitale Welt bezeichnet alles, was im Zusammenhang mit digitalen Sachverhalten steht. Der Begriff umfasst also die Gesamtheit aller Einzelerscheinungen, die mit Digitalsignalen beschrieben oder von diesen beeinflusst werden können.

## Begriffsbestimmungen, nähere begriffliche Eingrenzung
Eine der frühesten Erwähnungen des englischen digital world, wenn auch als wenig konkrete Aussage, findet sich bei Douglas Hartree 1947: „In the digital world, great things were about to happen, but had not happened yet.“ Eine Konkretisierung des Begriffes erfolgte Ende der 1950er-Jahre im Kapitel A Digital World in einer Publikation der Bell Telephone Laboratories.
Im Deutschen lässt sich der Begriff „digitale Welt“ – der Gegensatz zur „analogen Welt“ – Anfang der 1970er-Jahre nachweisen.
Die Reduktion von Fakten und Zusammenhängen auf im Computer speicherbare Daten wird als Verdatung der Welt bezeichnet; die dadurch gewonnenen großen Mengen an Daten und die Technologien zum Sammeln und Auswerten dieser Datenmengen werden weitläufig unter dem Begriff Big Data zusammengefasst.
Personen, die in der digitalen Welt aufgewachsen sind, werden als Digital Natives bezeichnet. Erwerbstätige, die ihre Arbeit mit digitalen Technologien verrichten und dabei räumlich mobil sind, werden als digitale Nomaden bezeichnet.

## Beschreibung

### Rechner

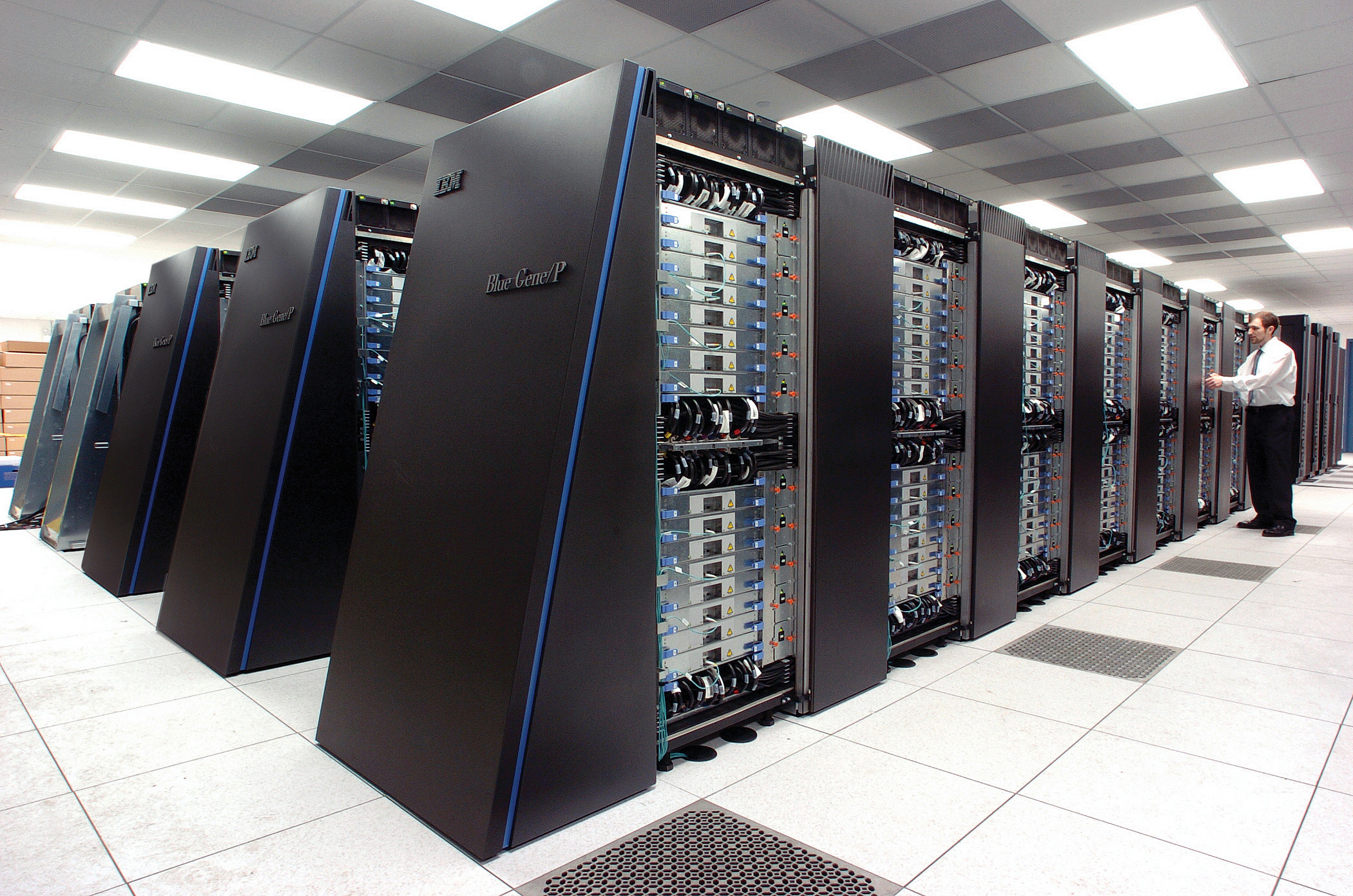
Supercomputer Blue Gene/P von IBM

Die Digitaltechnik wurde seit den 1970er-Jahren bei immer kleiner werdenden integrierten Schaltkreisen unter anderem zunächst in Taschenrechnern und später in Computern zunehmend leistungsfähiger. Da sie universell preiswert einsetzbar ist, wurde sie zu einer Schlüsseltechnologie (vergleiche Digitale Revolution). Digitale Information beziehungsweise digitale Daten können beliebig oft und ohne Informationsverlust kopiert und mittlerweile kostengünstig und in großen Mengen in Massenspeichern aufbewahrt und kurzfristig von dort abgerufen werden.
Durch die Verknüpfung und Strukturierung von digitalen Daten mit Hilfe von Algorithmen und Computerprogrammen, die mit Programmiersprachen und über Programmierschnittstellen programmiert werden können, kann eine Datenverarbeitung durchgeführt werden. Datenbanken zur Speicherung von Datensätzen können mit Datenbanksprachen mit Daten gefüllt und abgefragt werden. Programme für die Verwaltung von Computern werden Betriebssystem, für die Benutzung von Computern werden Anwendungsprogramme und solche für die Benutzung mobiler Geräte werden Apps genannt.
Programmfehler, die zum Beispiel zu Programmabstürzen, zu Fehlfunktionen, zu unerwünschten Zuständen oder zu Sicherheitslücken führen, können durch eine Softwareaktualisierung, englisch Software Update, behoben werden, falls eine solche von den Softwareentwicklern angeboten wird.
Die in Geräten integrierte Software, wie zum Beispiel bei eingebetteten Systemen, wird als Firmware bezeichnet. Auch hier können durch Aktualisierung dieser Software Programmfehler behoben oder der Funktionsumfang der Geräte verändert werden.

### Vernetzung

Künstlerische Darstellung der Vernetzung von zahlreichen Geräten um eine Cloud herum

Seit der Erfindung von Rechnernetzen können digitale Daten mit hoher Geschwindigkeit im Rahmen der digitalen Kommunikation zwischen verschiedenen Geräten ausgetauscht werden. Die Techniken der Telekommunikation und der Informatik werden durch die Technik der Telematik verknüpft. Mit der Etablierung des Internets besteht ein weltumspannendes Netzwerk, in dem die Datenübertragung zu jedem Zeitpunkt zwischen beliebigen Netzwerkknoten erfolgen kann. Die Kommunikation erfolgt in der Regel mit Netzwerkprotokollen und der Datenaustausch kann mit Hilfe von Auszeichnungssprachen strukturiert und realisiert werden.
Mit digitalen Funknetzen funktioniert eine bidirektionale Datenübertragung auch mit mobilen Geräten, wie zum Beispiel mit Navigationssystemen, Smartphones, Phablets oder Tablet-PCs. Für solche Netzwerke stehen zum Beispiel digitaler Bündelfunk, Global System for Mobile Communications (GSM oder 2G), Universal Mobile Telecommunications System (UMTS oder 3G), Long Term Evolution (LTE oder 4G), Next Generation Mobile Network 5G oder Wireless Local Area Network (WLAN) zur Verfügung.
Unabhängig davon gibt es im digitalen Rundfunk unidirektionale, digitale Funkübertragungen, wie sie zum Beispiel beim digitalen Fernsehen oder beim Digitalradio eingesetzt werden. Durch die digitale Dividende kann mit den gleichen Ressourcen mehr Information verbreitet werden als bei analoger Übertragung.
Kognitive Systeme sind auf vielfältige Art und Weise einsetzbar, um über Sensoren und Aktoren die reale Welt mit der digitalen Welt zu vernetzen. Hierbei gibt es mit dem Energy Harvesting Möglichkeiten, zum Beispiel Sensoren über lange Zeiträume aus der Umwelt mit Energie zu versorgen und somit deren drahtlose digitale Kommunikation zu ermöglichen.
Lokale Netzwerke erlauben mit der Verwendung von Network Attached Storage (NAS) eine zentrale Datenhaltung außerhalb der Geräte, auf denen die Anwendungsprogramme laufen, und beim Cloud Computing werden die Daten außerhalb lokaler Netzwerke – häufig im Internet – gespeichert.

### Analog-Digital-Wandlung, Erstellung von Digitalisaten

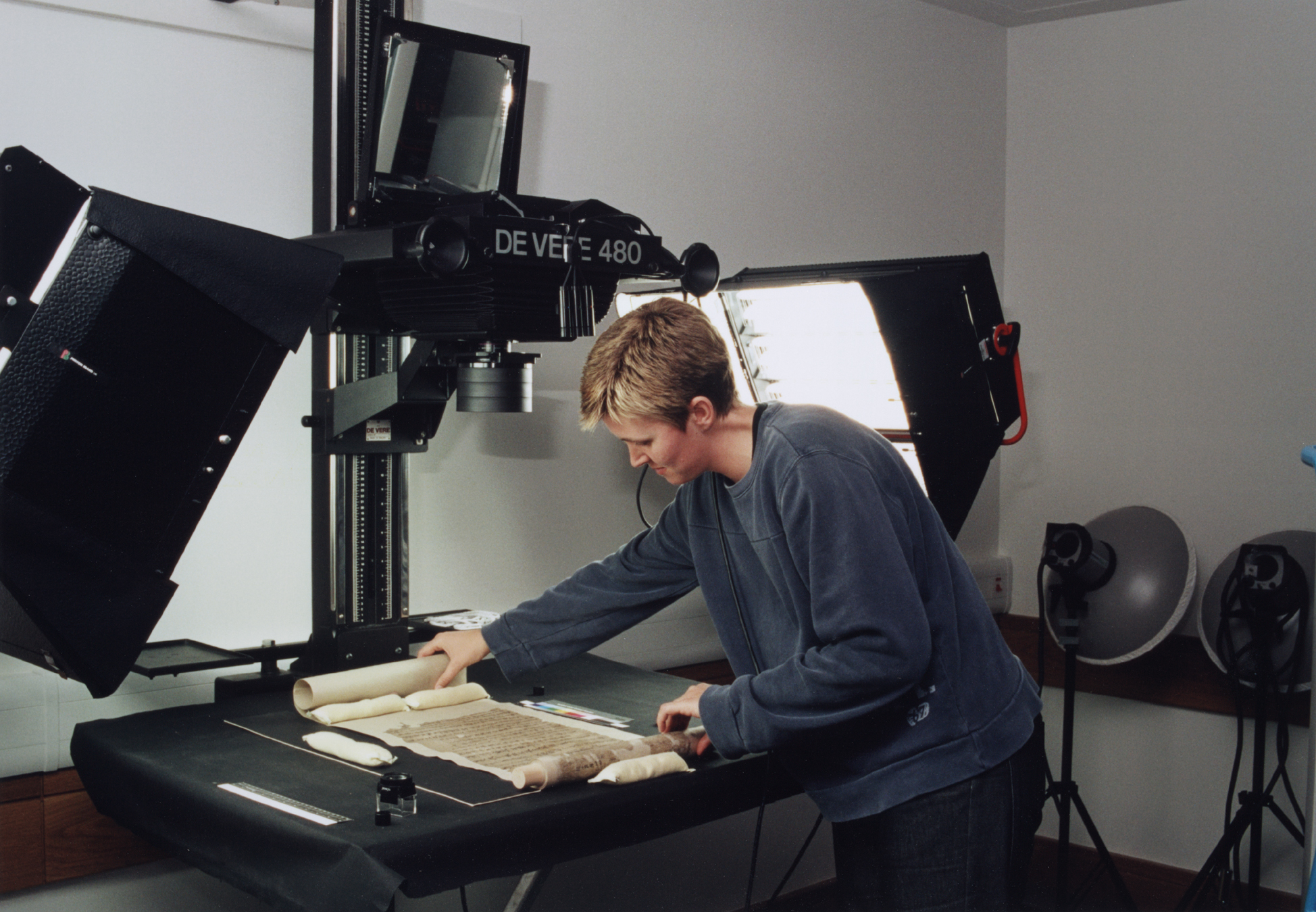
Digitalisierung einer historischen Schriftrolle in der British Library

Die analogen Signale können aus physikalischen Größen mit verschiedener Intensität wie zum Beispiel der Helligkeit oder dem Druck gewonnen werden und werden hierbei in der Regel mit Hilfe von Sensoren in elektrische Signale umgeformt. Diese Information kann registriert und mit Analog-Digital-Umsetzern digitalisiert werden. Es ist sowohl eine einmalige als auch eine wiederholte, zeitdiskrete Digitalisierung der Messwerte möglich, und es können die Signale von mehreren Sensoren synchronisiert werden. Diese Information kann also in Feldern räumlich verteilt oder zusätzlich in Wellen zeitlich variabel vorhanden sein.
Solche Sensoren können zum Beispiel meteorologische Daten wie den Luftdruck oder die Lufttemperatur sowie physiologische Größen wie den Blutdruck oder die Herzfrequenz erfassen. Eine durch Licht hervorgerufene optische Abbildung kann mit einem Bildsensor oder Schall kann mit einem Mikrofon registriert und anschließend digitalisiert werden. Bei Technologien wie der Digitalfotografie oder der digitalen Tonaufnahme geschieht die Digitalisierung bereits in den Aufnahmegeräten, wie zum Beispiel in Digitalkameras oder digitalen Audiorekordern. Häufig werden die Daten bereits dort auf Datenspeichern abgelegt, damit sie zu einem späteren Zeitpunkt abgerufen werden können. Große Datenmengen werden meistens komprimiert, damit sie effizienter und kostengünstiger gespeichert werden können.
Auch analoge aufgezeichnete Information kann durch nachträgliche Digitalisierung, wie zum Beispiel beim Scannen von Druckerzeugnissen oder bei der Abtastung von analogen Tonaufzeichnungen oder fotografischen Filmen, als Digitalisat in die digitale Welt übertragen werden. Digitalisate erlauben – genauso wie andere digitale Daten – einen einfachen und schnellen Zugriff auf Inhalte und erlauben in der digitalen Allmende den kostenlosen Zugriff auf freie Inhalte, deren Nutzung und Weiterverbreitung nicht durch Urheberrechte oder deren verwandte Schutzrechte eingeschränkt wird.

## Digitalisierung

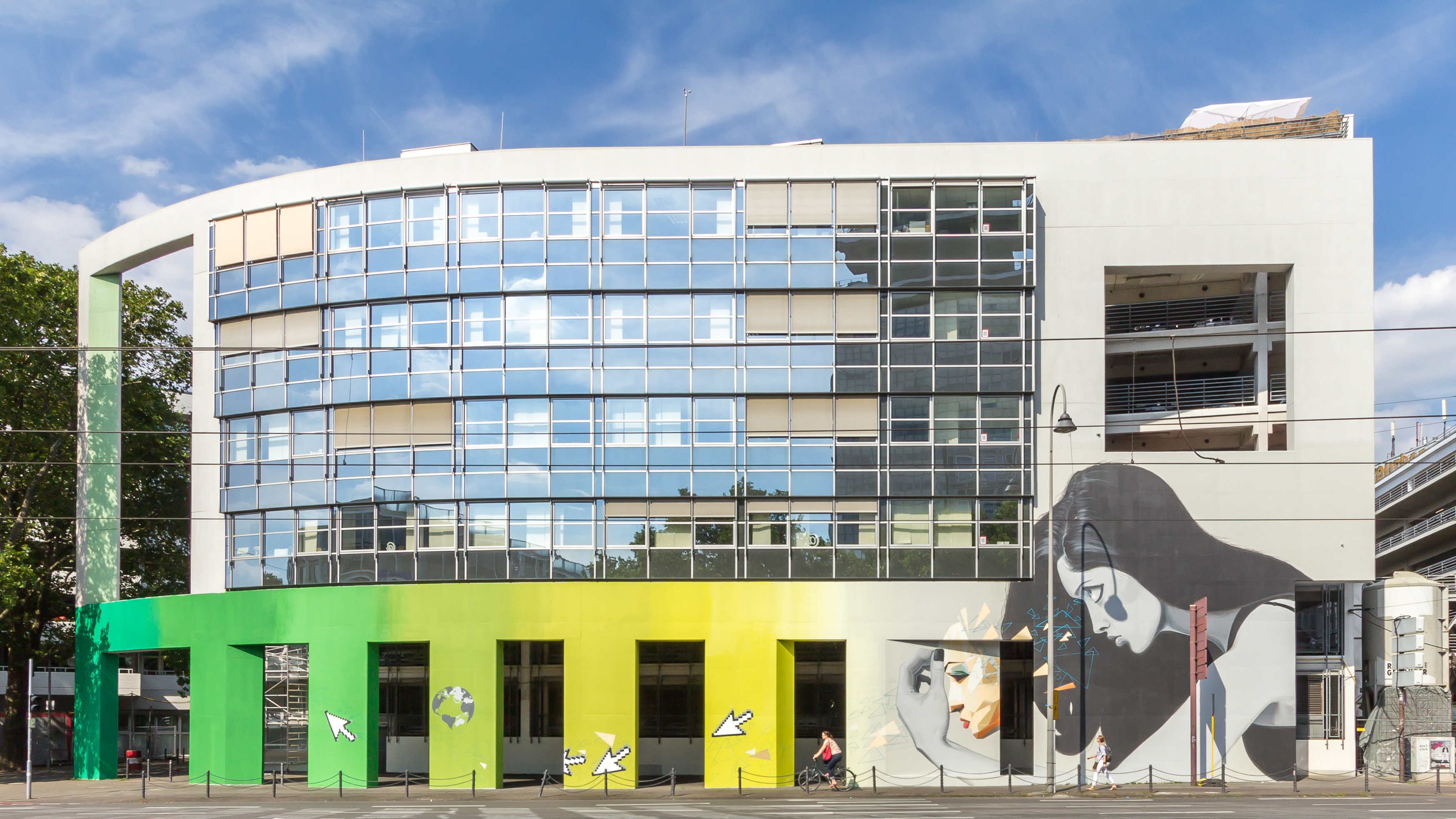
Streetart „Digitale Welt“ vom Künstler Christian Böhmer in Köln

Mit der Entwicklung, dem technischen Aufbau des Internet seit den 1960er Jahren, seiner Freigabe für private Nutzer um das Jahr 1997 herum, hat sich dieses im Laufe der darauffolgenden Jahrzehnte zu einem weltumspannenden Hochleistungs-Netzwerk mit Millionen von Nutzern entwickelt. Die Etablierung des Internets, einhergehend mit der rasanten technischen Entwicklung, hat jedoch zugleich tiefgreifende gesellschaftliche Wandlungsprozesse mit sich gebracht. Basis der Wandlungsprozesse sind eine digitale Infrastruktur sowie die – traditionell als Informationstechnik bezeichneten – digitalen Technologien, die in einer immer schneller werdenden Folge entwickelt werden und somit den Weg für wieder neue digitale Technologien ebnen.

### Technologischer Wandel und sozioökonomische Prozesse
Durch die Eliminierung der „alten“ analogen Welt und durch die konsequente Schaffung neuer technologischer Möglichkeiten verändert die Digitalisierung die Rahmenbedingungen der Wirtschaft, insbesondere in der Produktion, im Marketing und im Vertrieb. Insbesondere werden auch über das Nutzerverhalten von Internetnutzern computerisierte Daten gesammelt, die an anderer Stelle für geschäftliche Zwecke genutzt werden: man spricht von „Datafizierung“. Daten werden auf diese Weise zu einer besonderen Ware.
Zunächst begann zur Jahrtausendwende der Siegeszug des digitalen Vertriebs von Waren und Dienstleistungen. Der Internet-Handel (E-Commerce) mit seinen vielfältigen Möglichkeiten ist heute für nahezu jedes Unternehmen nicht mehr wegzudenken. Da die Digitalisierung jedoch nicht Halt macht und in kurzen Abständen immer neue technologische Innovationen entstehen, müssen sich die Unternehmen diesen Entwicklungen anpassen. So entstehen manche Geschäftsmodelle im Rahmen der Digitalisierung völlig neu, während sich andere erst durch einen transformativen Prozess von einem anlogen herkömmlichen Geschäftsmodell hin zu einem digitalen Geschäftsmodell weiterentwickeln. Das Ausmaß der Umstellung von Unternehmens-internen Prozessen auf digitalisierte Abläufe hängt von den Randbedingungen ab. Ein besonderes Augenmerk gilt der Planung, Steuerung, Optimierung und Umsetzung der Wertschöpfungskette eines Unternehmens. Hierzu werden zum Beispiel digitale Zwillinge von realen oder geplanten Gegenständen oder Prozessen gebildet, um diese virtuell optimieren zu können und die daraus gewonnenen Erkenntnisse in die reale Welt zurückzuspielen. Im Zentrum steht die Identifikation von Auswirkungen der Digitalisierung auf bestehende Geschäftsmodelle, auf die Umsätze, Erlösströme und Differenzierungsmerkmale eines Unternehmens im Markt. Ganze Wertschöpfungsketten verändern sich. Nicht nur einzelne Funktionen und Unternehmensbereiche sind betroffen. Die nachhaltige Veränderung und Neuausrichtung von Kommunikation, Marketing, Vertrieb und Service sind essentiell.
Eine Hauptperspektive der Digitalisierung liegt in der Erschließung von bislang unerschlossenen Märkten oder aber auch im Angebot von neuen innovativen Dienstleistungen, welche das bereits bestehende Angebot an die Kunden erweitern.

### Tiefergehende technische Entwicklungen

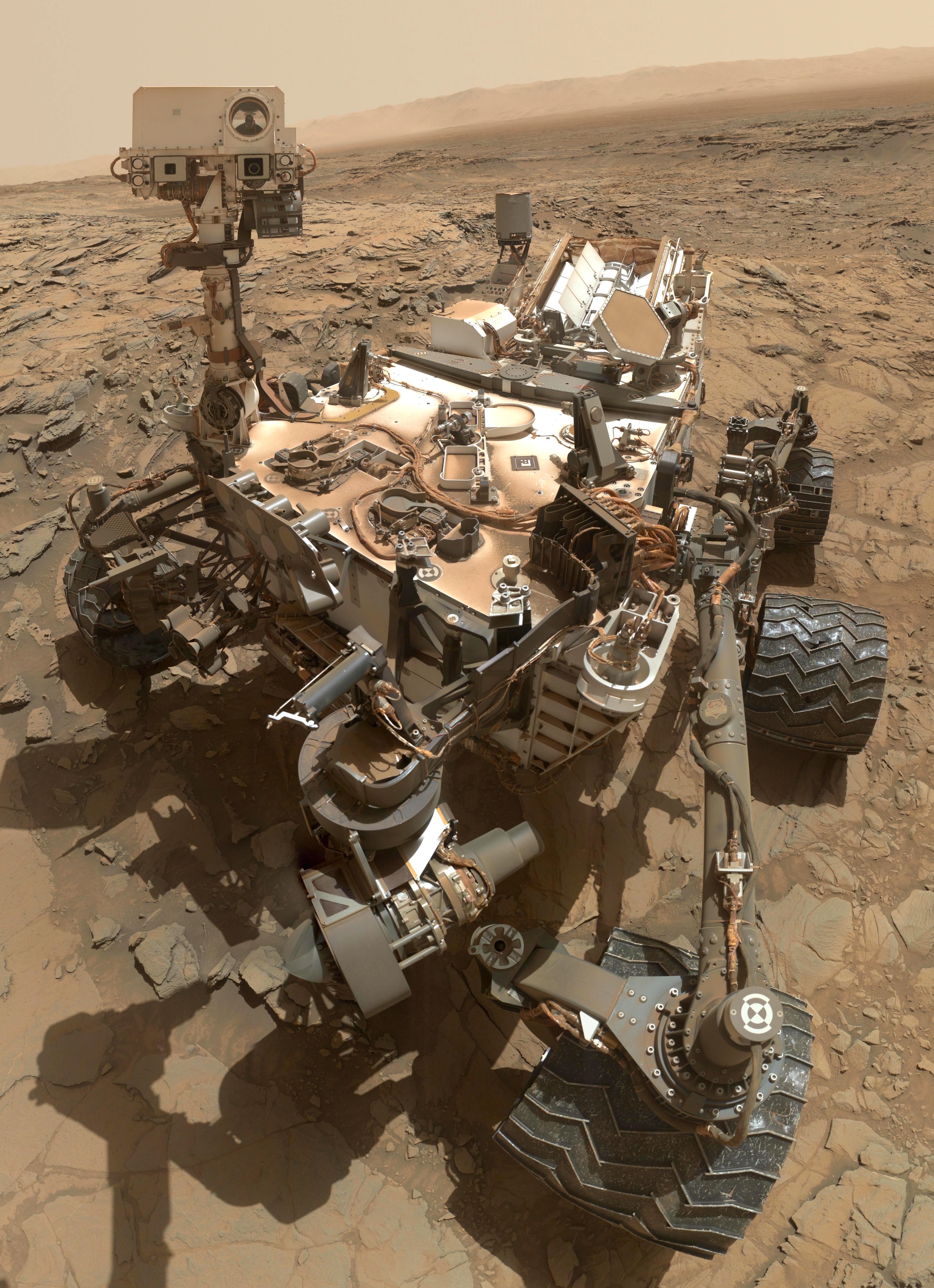
Selfie vom weitgehend eigenständig operierenden Rover Curiousity der Mars-Science-Laboratory-Mission der NASA auf dem Mars

Durch die massive Vernetzung von Sensoren, Rechnern und Datenspeichern kann nach dem Paradigma der Ambient Intelligence für die Anwender ein Nutzwert entstehen. In der digitalen Welt werden die entsprechenden Daten und Geräte ubiquitär genannt.
Über Referenzarchitekturen kann in vereinheitlichter Form auf große Datenmengen (Big Data) zugegriffen werden, um zum Beispiel Inhalte von Webportalen, Data-Warehouse-Systemen oder föderierten Informationssystemen zu organisieren. Das digitale Objektgedächtnis ist ein Grundbaustein des Internets der Dinge, das eine weitere Ausbaustufe in der digitalen Welt darstellt.
So ergeben sich daraus weitreichende Bereiche für Anwendungen und Wirtschaftsfelder. Zu nennen sind insbesondere E-Banking, E-Business, E-Government, E-Learning, Industrie 4.0, Navigationssysteme, Roboter und Soziale Medien wie zum Beispiel Soziale Netzwerke oder Wikis. Unternehmen passen ihre Strategien, Strukturen und Prozesse bei der digitalen Transformation den Möglichkeiten in der digitalen Welt an. Sie versuchen ihre Daten im Sinne der Business Intelligence mithilfe von Software und IT-Systemen auszuwerten und zu optimieren sowie daraus Erkenntnisse zu gewinnen, um die Effizienz ihrer Geschäftsprozesse und die Kundenzufriedenheit steigern zu können.
Der Zugang zu Freien Inhalten kann Im Rahmen des Konzepts der Open Data ermöglicht werden. Auch Behörden können den Bürgern Inhalte im Rahmen des Open Government zur Verfügung stellen. In der Forschung und Wissenschaft können Ergebnisse und Erkenntnisse im Rahmen der Offenen Wissenschaft verbreitet werden.
Es besteht bei Datenmengen, die die Rechenkapazität der Computer überfordern würden, die Möglichkeit, nur pseudozufällige Untermengen der Datengesamtheit auszuwerten (siehe Monte-Carlo-Simulation). Durch die Auswertung von großen Datenmengen mit umfangreichen Kombinationsmöglichkeiten der Daten sowie mit hinreichend schnellen Algorithmen und Computern können Computerprogramme leistungsfähiger als Menschen sein, wie es zum Beispiel bei vielen Schachprogrammen der Fall ist. Wenn die Algorithmen der Datenverarbeitung durch die Auswertung von Daten lernfähig gemacht werden, indem sie ihr Verhalten über der Zeit den realen Daten immer besser anpassen, können unter Umständen Aufgaben gelöst werden, die mit determinierten Algorithmen gar nicht ohne zumindest nicht ohne weiteres lösbar sind. Mit solchen Anwendungen können Computerprogramme wie beispielsweise AlphaGo des Unternehmens Google DeepMind seit 2016 die besten menschlichen Spieler im extrem komplexen Brettspiel Go schlagen. Solchen Systemen wird häufig künstliche Intelligenz zugesprochen. Künstliche neuronale Netze können mit komplexen Lernalgorithmen (Deep Learning) optimiert werden.
Kryptowährungen werden als digitale Zahlungsmittel verwendet.

### Energiebedarf
Durch die zunehmenden Informationsangebote in der digitalen Welt steigt der Energiebedarf, der für die Bereitstellung, die Speicherung, die Verteilung und die Übertragung der Daten anfällt. 2015 lag allein der Energiebedarf der weltweiten Rechenzentren bei über 400 Terawattstunden und somit über dem gesamten Energiebedarf des Vereinigten Königreiches. Dies entspricht einer durchschnittlichen elektrischen Leistung von gut 45 Gigawatt und bei einem Kilowattstundenpreis von 30 Eurocent einem jährlichen Geldbetrag von 120 Milliarden Euro.
2015 fielen rund zwei Drittel des Datenverkehrs im Internet auf Video-Streaming, und es wird erwartet, dass dieser Anteil bis 2020 auf vier Fünftel steigt.

### Datenmenge
Es wird geschätzt, dass sich die Datenmenge im Internet von 16 Zettabyte im Jahr 2016 über 33 Zettabyte Ende 2018 bis zum Jahr 2025 auf 175 Zettabyte mehr als verzehnfachen wird. Ein zunehmend großer Anteil wird durch das Internet der Dinge bedingt sein, dessen Anteil 2025 etwa die Hälfte der gesamten Datenmenge im Internet ausmachen wird. Daher ist abzusehen, dass Edge Computing mit seiner dezentralen Datenhaltung an Bedeutung gewinnen wird.
Nach einer Erhebung der Bundesnetzagentur lag das Datenvolumen allein von mobilen Endgeräten im Jahr 2019 in Deutschland bei fast drei Exabyte.

## Auswirkungen der Computerisierung, der Vernetzung und der digitalen Transformation auf die menschliche Lebenswelt
Die Digitalisierung hat die Arbeitswelt erheblich verändert und führt zu neuen Geschäftsmodellen, Wettbewerbsstrukturen und verändert Arbeitsinhalte sowie Produktions- und Arbeitsprozesse. Die Einführung digitaler Werkzeuge wie Laptops, Tablets und Smartphones ermöglicht flexibles und mobiles Arbeiten. Dies bietet zahlreiche Chancen, wie eine bessere Work-Life-Balance und mehr Autonomie, aber auch Herausforderungen, insbesondere in Bezug auf die Trennung von Arbeit und Privatleben.

### Flexible Arbeitsformen und Homeoffice
Die Digitalisierung ermöglicht die Nutzung von Homeoffice und flexiblen Arbeitsformen. Dies kann die Vereinbarkeit von Beruf und Familie verbessern, birgt aber auch Risiken wie die Gefahr einer „Verfügbarkeitskultur“, in der Arbeitnehmer ständig erreichbar sein müssen. Betriebsvereinbarungen zur Regelung der Erreichbarkeit und klare Richtlinien können hier Abhilfe schaffen.

### Bildung und Weiterbildung
Lebenslanges Lernen gewinnt an Bedeutung, da die Digitalisierung die Anforderungen an Qualifikationen und Kompetenzen stetig verändert. Gestaltungskompetenz wird wichtiger als reines Faktenwissen. Das Bildungssystem muss sich anpassen, um die Fähigkeit zu vermitteln, sich auf neue Situationen einzustellen und eigenständig Wissen zu erwerben. Auch betriebliche Weiterbildung spielt eine entscheidende Rolle, um Beschäftigte für neue Aufgaben fit zu machen.
Zudem beeinflusst die Digitalisierung den Arbeitsmarkt und den Wirtschaftsstandort, indem sie neue Arbeitsplätze schafft, aber auch bestehende Arbeitsplätze durch Automatisierung und künstliche Intelligenz (KI) gefährdet.

### Soziale Beziehungen und Lebensführung
Die Digitalisierung wirkt sich auch auf soziale Beziehungen und die Lebensführung aus. Die Nutzung von Informations- und Kommunikationstechnologien verändert die Art und Weise, wie Menschen miteinander interagieren. Während digitale Kommunikation viele Vorteile bietet, wie die Möglichkeit, jederzeit und überall in Kontakt zu bleiben, wird sie eher negativ bewertet, wenn die digitale Kommunikation als Verlust des Menschlichen empfunden wird. Dies kann Auswirkungen auf den sozialen Zusammenhalt und die Qualität der zwischenmenschlichen Beziehungen haben. Jüngere Menschen erleben diesen sozialer Wandel als kontinuierliche Entwicklung, während ältere Menschen ihn als stärkeren Einschnitt empfinden.

## Herausforderungen
In der digitalen Welt liegen Vertrauen, insbesondere der Schutz der Privatsphäre, und Sicherheit, hier wiederum insbesondere die Informationssicherheit, im gemeinsamen Interesse von Staat, Wirtschaft und Verbrauchern. Durch die neuen Technologien ergeben sich Herausforderungen, wie zum Beispiel den Schutz der Privatsphäre und der Datenschutz oder beim Urheberrecht. Die Politik versucht zunehmend, steuernd in die Entwicklung der digitalen Welt einzugreifen, unter anderem um das Vertrauen in die digitalen Technologien zu fördern und um Computerkriminalität und Datendiebstahl einzudämmen. Insbesondere kritische Infrastrukturen müssen zur Aufrechterhaltung wichtiger gesellschaftlicher Funktionen auch in der digitalen Welt durch entsprechende Maßnahmen eine hohe Verfügbarkeit und Datensicherheit aufweisen.
Maschinen, die autonom operieren, könnten den rechtlichen Status einer Person (E-Person) bekommen. Solche Maschinen hätten subjektive Rechte und Pflichten und könnten haftbar gemacht und sanktioniert oder bestraft werden, und es wäre unter Umständen illegal, sie an der Ausführung ihrer Aufgaben zu hindern oder sie abzuschalten.
Durch die einfache und kostengünstige Verfügbarkeit des Internets kann es bei Nutzern zu einer Internetabhängigkeit kommen. Seit Juni 2018 wird pathologisches Spielen in den dafür zur Verfügung stehenden Kommunikationssystemen von der Weltgesundheitsorganisation offiziell als Krankheit geführt. Cyber-Mobbing ist eine der zentralen Gefahren im Umgang mit Internet und neuen Medien.
Der digitale Nachlass gehört zur Erbschaft und muss entsprechend verwaltet werden.

### Situation in Deutschland
Der Ende 2014 ins Leben gerufene Sachverständigenrat für Verbraucherfragen der deutschen Bundesregierung soll sich im besonderen Maß mit Themen der digitalen Welt befassen, und der ständige Ausschuss Digitale Agenda des Deutschen Bundestags beschäftigt sich federführend oder beratend mit den entsprechenden Gesetzentwürfen, Anträgen und Berichten. Auf der Ebene der Europäischen Union ist der Kommissar für Digitale Wirtschaft und Gesellschaft mit dem Thema betraut. Auch Grundrechte sind von der digitalen Welt betroffen und müssen neu formuliert werden.
Seit Frühjahr 2015 soll der Marktwächter Digitale Welt in Deutschland den Markt der digitalen Produkte und Dienstleistungen beobachten und helfen, Lösungen für Probleme zu finden, die Interessen der Verbraucher durchzusetzen und mehr Transparenz bei den Angeboten zu schaffen. Die Initiative ist ein gemeinsames Vorhaben der Verbraucherzentralen und wurde finanziell durch das Bundesministerium der Justiz und für Verbraucherschutz angeschoben.
Ende November 2016 hat eine größere Zahl von Initiatorinnen und Initiatoren in Deutschland die Charta der Digitalen Grundrechte der Europäischen Union veröffentlicht, die als eine Grundlage für eine gesellschaftliche Diskussion über Grundrechte im digitalen Zeitalter dienen soll. Der Unterstützer und Psychologe Gerd Gigerenzer, der auch Mitglied im Sachverständigenrat für Verbraucherfragen ist, wies Im Februar 2018 darauf hin, dass Milliardensummen in digitale Technik investiert werden, die auch in digitale Bildung investiert werden müssten, anstatt zuzusehen, wie Algorithmen die Psyche und das Leben der Menschen verändern. 2022 wird in Hessen die Einführung eines Schulfaches „Digitale Welt“ vorbereitet.

## Digitale Barrieren
Wenn es für bestimmte Bevölkerungsgruppen Hindernisse gibt, die eine Teilhabe an der digitalen Welt erschweren oder verhindern, führt dies zur digitalen Kluft zwischen diesen Bevölkerungsgruppen und denen, die an der digitalen Welt teilhaben.
Weniger erfahrene oder beeinträchtigte Benutzer, wie beispielsweise ältere oder sehbehinderte Menschen, brauchen besondere Unterstützung und einen barrierefreien Zugang zur digitalen Welt, um Anteil zu nehmen und sich zurechtfinden zu können. Digitale Barrieren können die Nutzung von digitalen Diensten erschweren oder unmöglich machen und können bei der Meldestelle für digitale Barrieren der Bundesarbeitsgemeinschaft Selbsthilfe gemeldet werden. Ein barrierefreies Internet kann hierbei eine Abmilderung schaffen.